# Макманн, Кеннеди
Кеннеди Макманн ( англ. Kennedy McMann, род. 30 октября 1996, Холланд, Мичиган, США ) – американская актриса, известная ролью Нэнси Дрю в одноимённом телесериале 2019 года.

## Биография
Макманн родилась в Холланде, штат Мичиган, в семье Мэтью и писательницы Лизы Макманн. Переехала с семьёй в Аризону во время учебы в начальной школе. В 2014 году окончила среднюю школу Skyline, где 12 ноября 2013 года была названа одной из пяти студентов месяца по версии Mesa Public Schools во время последнего курса. Макманн получила степень бакалавра изобразительного искусства по актёрскому мастерству в университете Карнеги-Меллона в 2018 году.

## Карьера
В феврале 2019 года Макманн была подписана на заглавную роль в телесериале 2019 года "Нэнси Дрю". В январе 2020 года сериал был продлён на второй сезон. Премьера третьего сезона состоялась 8 октября 2021 года.

## Личная жизнь
Макманн вышла замуж за своего давнего друга Сэма Макиннерни в 2020 году. Они познакомились, будучи сокурсниками в Университете Карнеги-Меллона.

## Фильмография
| Год  |     | Русское название                    | Оригинальное название             | Роль          |
| ---- | --- | ----------------------------------- | --------------------------------- | ------------- |
| 2017 | с   | Без вести                           | Gone                              | Сара Морленд  |
| 2018 | с   | Закон и порядок: Специальный корпус | Law & Order: Special Victims Unit | Кэрол Соломон |
| 2019 | с   | Нэнси Дрю                           | Nancy Drew                        | Нэнси Дрю     |
| 2020 | кор | Это не любовное письмо              | This Is Not A Love Letter         |               |
| 2020 | с   | Соври мне                           | Tell Me Lies                      | Джорджия      |
| 2023 | с   | Хороший доктор                      | The Good Doctor                   | Джони Дегрут  |
| 2023 | с   | Хороший адвокат                     | The Good Lawyer                   | Джони Дегрут  |